# Velarifictorus lambai
Velarifictorus lambai är en insektsart som beskrevs av Bhowmik 1985. Velarifictorus lambai ingår i släktet Velarifictorus och familjen syrsor. Inga underarter finns listade i Catalogue of Life.